# Comeback der Liebe
Comeback der Liebe (Originaltitel: Tender Mercies) ist ein US-amerikanisches Filmdrama unter Regie von Bruce Beresford aus dem Jahr 1983.

## Handlung
Der Alkoholiker und ehemalige Countrystar Mac Sledge erwacht nach einer durchzechten Nacht im Motel der Witwe Rosa Lee und ihres Sohns Sonny. Er lernt die Besitzerin kennen und bietet ihr an, für den Preis des Zimmers zu arbeiten. Weil er keine Arbeit hat, bittet er sie um Arbeit, damit er ein Dach über den Kopf und eine warme Mahlzeit hat. Er selbst entsagt dem Alkohol und kommt Rosa Lee, die kaum älter als seine Tochter ist, näher.
Später wird Mac von einem Reporter belästigt, der von ihm wissen will, wie er so abstürzen konnte und ob er ein Comeback plane. Zwar antwortet er dem Reporter nicht, aber durch den Artikel werden die Slater Mill Boys, eine angehende Countryband, auf ihn aufmerksam und bitten ihn höflich darum, doch bei ihnen als Leadsänger zu beginnen. Er lehnt jedoch ab, da er für sich mit der Musik abgeschlossen hat und sie auch nicht mehr vermisst.
Mac will ein Konzert seiner Ex-Frau Dixie sehen und erträgt ihre Lieder über die gemeinsame Vergangenheit nicht. Trotzdem bittet er sie darum, die gemeinsame Tochter Sue Anne zu sehen, was sie ihm untersagt. Vor Wut darüber fängt er beinahe wieder mit dem Trinken an, entschließt sich aber dann lieber in seinem Pick-Up davonzurasen. Da er allerdings nicht nach Hause fährt, sondern für Stunden verschwindet, macht sich Rosa Lee Sorgen, ob sie – nach ihrer ersten großen Liebe, ihrem Ehemann, der im Vietnamkrieg starb – vielleicht nun auch ihre zweite Liebe verliert.
Doch nachts erscheint Mac, stolz, dass er es geschafft hat, nicht dem Alkohol zu verfallen. Er fühlt sich gut und ist nur kurz verstimmt, als Rosa Lee ihm erzählt, dass sie einen seiner Songs an die Slater Mill Boys weitergab. Als diese dann damit Erfolg vor Publikum haben und ihn erneut darum bitten, bei ihnen zu singen, verspricht er, es sich ernsthaft zu überlegen.
Überraschend erhielt Mac Besuch von seiner Tochter Sue Anne, die vor ihrer Mutter geflüchtet ist. Sie fragt ihn über seine schlimme Vergangenheit aus. Er gesteht seine Alkoholeskapaden und leugnet auch nicht ihre Behauptung, dass er im Rausch versucht hätte, ihre Mutter zu töten. Nachdem er somit alle seine Sünden gebeichtet hat, lässt er sich anschließend in Rosas Kirche taufen, beginnt fröhlich mit dem Liederkomponieren und spielt nach langer Zeit, mit den Slater Mill Boys, wieder vor Publikum.
In Macs Abwesenheit erscheint seine Tochter bei Rosa Lee und bittet diese um finanzielle Hilfe: Sie habe, da sie nun achtzehn sei, ihre Mutter verlassen, um mit ihrem Ehemann, der ebenfalls Alkoholiker ist, ein neues Leben aufzubauen. Dazu kommt es allerdings nicht mehr, denn bald darauf trifft Mac die schwere Nachricht, dass Sue Anne bei einem Autounfall ums Leben kam, den ihr Ehemann verursachte. Mac trifft die verzweifelte Dixie. Wieder zu Hause bei Rosa Lee, widmet er sich schweigend der Gartenarbeit und lässt schließlich, als Rosa Lee erscheint, seinem Schmerz freien Lauf, während sie ihm schweigend zuhört.
Die Schlussszene lässt anklingen, dass Mac nun Trost und Glück mit seiner neuen Familie um Rosa Lee und Sonny findet.

## Kritik
„Dies ist ein kleiner, schöner und etwas überladener Film über das Leben in einer Kleinstadt, Einsamkeit, Country-Musik, Ehe, Scheidung und elterliche Liebe: Und es beschäftigt sich gleichermaßen mit all diesen Dingen. Dennoch zahlt man einen kleinen geringen Preis für die Schlichtheit und Klarheit, mit der all diese Themen präsentiert werden. Es fehlt einfach eine präzise dramatische Handlung.“

„Ein in seiner Konstruktion vorhersehbares, altmodisches Familiendrama, dessen gute Darsteller die extreme Dialoglastigkeit nicht wettmachen können. Vage in den Charakterzeichnungen, flach in der fotografischen Werbefilmästhetik.“

## Auszeichnungen
- zwei Auszeichnungen bei der Oscarverleihung 1984 (Bester Hauptdarsteller, Bestes Originaldrehbuch) und drei Nominierungen (Beste Regie, Bester Song, Bester Film)
- eine Auszeichnung bei den Golden Globe Awards 1984 (Bester Hauptdarsteller – Drama) und vier Nominierungen (Bester Film – Drama, Beste Regie, Beste Nebendarstellerin, Bester Filmsong)
- eine Nominierung der Goldenen Palme bei den Internationalen Filmfestspielen von Cannes 1983
- eine Auszeichnung der Los Angeles Film Critics Association Awards für den Besten Hauptdarsteller
- eine Auszeichnung der New York Film Critics Circle Awards für den Besten Hauptdarsteller